# トレジャー・プラネット
『トレジャー・プラネット』（原題: Treasure Planet）は、2002年に公開されたウォルト・ディズニー・ピクチャーズ製作の長編アニメーション映画。配給はブエナ・ビスタ・ピクチャーズ。日本では2003年に公開された。ウォルト・ディズニー・アニメーション・スタジオの長編映画が日本で7月に公開されたのは2001年公開の『ラマになった王様』以来2年ぶりとなる。

## 概要
原作はロバート・ルイス・スティーヴンソンの『宝島』。舞台設定を海から宇宙へ変えたものである。
ディズニーでは同原作の実写映画を1950年に公開している。映画のパンフレットには、宇宙を舞台にした漫画を多数執筆している漫画家の松本零士がコメントを寄せていた。

## ストーリー
惑星「モントレッサ」では、ジェームス・プレアデス・ホーキンス（通称「ジム」）という少年がいた。
15歳になったジムは、聡明な頭の持ち主であるにもかかわらず、幼き日に父親が家を出て行った心の傷から、非行を繰り返していた。女手一つでジムを育ててきた母親・サラは、息子のジムに手を焼いていた。
サラの友人で、宇宙物理学者のドップラー博士に心労が絶えないとの旨を漏らしている時、ジムはたまたま屋根の上でその言葉を聞いてしまう。
そんな時、ジムの目の前に宇宙船が墜落し、中に乗っていたビリー・ボーンズと名乗る老人をジムは懸命に救おうとするが、「サイボーグに気をつけろ」という言葉と共に、 宝の惑星「トレジャープラネット」の地図をジムに託し、息絶えてしまった。
ジムは子供の頃、読み聞かせられていた昔話、憧れの大海賊「ナサニエル・フリント」がその財産を隠したと言われる「トレジャープラネット」に胸を高鳴らせ、好奇心と共に、それまでの親不孝をここで償い挽回したいと、サラの心配をよそに、ドップラー博士と二人で旅に出る。
ドップラーが手配した宇宙船R.L.Sレガシー（レガシー号）と共に、女性船長・アメリアや彼女の右腕・アロー、ドップラーが雇った胡散臭い乗組員と共に、「トレジャープラネット」を目指すが、早々にジムは、アメリアの命令でその船のコックでサイボーグの「ジョン・シルバー」に弟子入りさせられ、働かされることになる。
シルバーがサイボーグと聞き、ボーンズの言葉からも彼に対し疑いを持ち、最初は腑に落ちない様子のジムだったが、徐々にシルバーと打ち解けていくうちに、彼に家出した父親の面影を重ねていく。
しかし、そんな矢先、シルバーは乗組員を引き連れた宇宙海賊の頭だということが分かる。

## 登場人物
James Pleiades Hawkins （ジェームス・プレアデス・ホーキンス）
通称：Jim （ジム）
本作の主人公。惑星「モントレッサ」に住む冒険が大好きな15歳の少年。
幼くしてソーラーボードを作るなどとても頭が良く、デルバートが解読に数年かかると諦めかけたトレジャープラネットへの地図も、その頭脳でいとも簡単に解いてしまう。
子供のころに父親が出て行った事による心の傷から、やりどころのない感情を非行という形で繰り返してはいるが、本当は母親想いで優しい心の持ち主。
成長した今も、昔話で聞いた大昔の海賊“ナサニエル・フリント”が財宝を隠したといわれる伝説の星「トレジャー・プラネット」の存在を信じている。
John Silver （ジョン・シルバー）
今回の旅でドップラー博士が雇った船員の一人。正体は「トレジャー・プラネット」の財宝を狙う宇宙海賊の頭。本作のディズニー・ヴィランズにあたるが、悪者の中で珍しく根は善人で仲間思いである。
過去に負った怪我のため、体の右半身の大部分がサイボーグになっており、腕は剣や調理器具など様々に変化する。（本人曰くとても便利だが慣れるのは大変）
ジムと関わっていくうちに、極悪非道な心が薄れ、まるで父親のように接しはじめる自分に戸惑いを覚える。
Sarah Hawkins （サラ・ホーキンス）
ジムの母親。宿屋「ベンボウ亭」を切り盛りしている。
女で一つでジムを育ててきたが、繰り返されるジムの非行に悩んでいる。
Delbert Doppler （デルバート・ドップラー）
サラの旧友の宇宙物理学者。頭は良いが、天然ボケな所があり、スペースポートへ到着した際にはジムに呆れられている。
トレジャープラネットへの冒険に前向きなジムを説得するようサラに頼まれるが、止めるどころが乗り気であった。
保護者役として彼と共に旅に出る。イヌをモチーフにしたキャラクター。
Amelia （アメリア）
レガシー号の女性船長。ネコをモチーフにしたキャラクターで、しなやかな身のこなしが特徴である。
強気な性格だが、女らしい一面も持ち合わせている。旅の経験は豊富で、いち早く船員たちの胡散臭さに気付くなど、人を見極める目は肥えている。
Morph （モーフ）
シルバーのペット。無邪気な性格でイタズラ好き。人や物の真似をするのが得意。
スライムのような身体をしており、その姿は変幻自在である。
B.E.N. （ベン）
かつてナサニエル・フリントに仕えていたロボット。
トレジャープラネットの重大な秘密を外部に漏らすことの無いように、記憶回路の一部をフリントに奪われ記憶喪失になっていた。
お調子者で慣れ慣れしい性格のため、ジムにはうっとうしがられる時もある。
名前はBio Electric Navigatorの略になっている。
Scroop （スクループ）
もう一人のディズニー・ヴィランズ。雇われた船員の一人。シルバーの手下だが、何かと彼の命令に無い事をして刃向かう。
ジムが自分たちを嗅ぎまわっていると感じ、彼を陥れたり命を狙ったりする他、航海の当初からいけ好かずにいたアローをレガシー号がブラックホールに接近した折に便乗して独断で謀殺するなど、非情な性格である。クモをモチーフにしたキャラクター。
Arrow （アロー）
レガシー号の一等航海士。船長に忠誠を尽くしている。レガシー号がブラックホールに接近していた時にスクループに命綱を切られ、ブラックホールへと吸い込まれてしまった。
岩のような大きな体をしている。
Billy Bones （ビリー・ボーンズ）
トレジャープラネットへの地図を手にしている事から、シルバー率いる海賊団に追われ、モントレッサに逃げてきた所をジムに助け出されたがすぐに息絶えてしまう。
死ぬ間際、「トレジャー・プラネット」の地図をジムに託した。

## 声の出演
| 役名                   | 英語版                         | 日本語吹替版 |
| ---------------------- | ------------------------------ | ------------ |
| ジム・ホーキンス       | ジョセフ・ゴードン＝レヴィット | 加藤晴彦     |
| ジョン・シルバー       | ブライアン・マーリー           | 若山弦蔵     |
| デルバート・ドップラー | デヴィッド・ハイド・ピアース   | 稲葉実       |
| アメリア船長           | エマ・トンプソン               | 小林聡美     |
| サラ・ホーキンス       | ローリー・メトカーフ           | 佐々木優子   |
| ベン                   | マーティン・ショート           | 石川進       |
| スクループ             | マイケル・ウィンコット         | 大友龍三郎   |
| アロー                 | ロスコー・リー・ブラウン       | 郷里大輔     |
| オウナス               | コーリー・バートン             | 茶風林       |
| ビリー・ボーンズ       | パトリック・マクグーハン       | 飯塚昭三     |
| ジム少年               | オースティン・メジャース       | 奥澤惇       |
| ナレーター             | トニー・ジェイ                 | 津嘉山正種   |

その他にも日本語吹替版では、藤本譲、さとうあい、宝亀克寿、滝沢ロコ、廣田行生、小形満、中博史、宗矢樹頼、天田益男、山下亜矢香、黒河奈美、沢口りえが声を担当している。

## 主題歌
- I'm Still here （作詞・作曲：ジョン・レズニック）
- Always Know Where You Are （作詞・作曲：ジョン・レズニック）

主題歌を担当したジョン・レズニックは、アメリカを代表するバンドGoo Goo Dollsのギターボーカルである。
製作中に、アニメーションのバックで曲を流していた時に、当初は違うアーティストの音楽をかけていたが、彼らの曲を流しながらアニメーションを見た所、彼らの曲がしっくりきたのだそうである。
ジョンは、主人公ジムと育ってきた環境が似た所があり、彼の曲がピッタリだと考え、作詞作曲を依頼した。

## サウンドトラック
劇中のサウンドトラックはジェームズ・ニュートン・ハワードが担当している。本作のサウンドトラックは特に、日本のTV番組などでも多用されており、最近では日本テレビ系の『謎解きバトル TORE! 宝探しアドベンチャー』や、テレビ東京の『午後のロードショー』などでも使用されている。（主に「出航」）
1. I'm Still here/John Rzeznik
2. Always Know Where You Are/BBMak
3. 12年後
4. スペースポートへ
5. 屋根の上
6. ビリー・ボーンズ
7. トレジャー・プラネットへの地図
8. ジョン・シルバー
9. 出航
10. ジムを慰めるシルバー
11. モーフとジムの追いかけっこ
12. ベン
13. シルバーのかけ引き
14. バック・ドア
15. ゲート
16. ジムが乗組員を救う
17. シルバーとの別れ

ちなみに、発売された「トレジャー・プラネット オリジナル・サウンドトラック」では、「Always Know Where You Are」はジョンのオリジナルバージョンではなく、『ピーター・パン2 ネバーランドの秘密』の「魔法を信じるかい?」などを歌唱するイギリス出身の三人組「BBMak」が担当している。

## 製作秘話
- 作品中の宇宙船「R.L.Sレガシー号」はスティーヴンソン（Robert Louis Balfour Stevenson）の頭文字を取ったものである。

## スタッフ
- 原作：ロバート・ルイス・スティーヴンソン『宝島』（原題:Treasure Island）
- 監督：ロン・クレメンツ、ジョン・マスカー
- 脚本：ロン・クレメンツ、ジョン・マスカー、ロブ・エドワーズ
- 音楽：ジェームズ・ニュートン・ハワード
- 製作：ロン・クレメンツ、ロイ・コンリ、ジョン・マスカー
- 原案：ロン・クレメンツ、ジョン・マスカー、テッド・エリオット、テリー・ロッシオ